# Князев, Алексей Арсентьевич
Алексей Арсентьевич Князев (1923—1943) — старший сержант Рабоче-крестьянской Красной Армии, участник Великой Отечественной войны, Герой Советского Союза (1944).

## Биография
Алексей Князев родился 9 мая 1923 года в селе Бронница (в 1931—1963 гг. село носило название Мста, ныне входит в состав Новгородского района Новгородской области). До призыва в армию работал в пожарной охране посёлка Пролетарий, расположенном на противоположном от Бронницы берегу реки Большая Ниша. В сентябре 1941 года Князев был призван на службу в Рабоче-крестьянскую Красную Армию. С ноября того же года — на фронтах Великой Отечественной войны. Принимал участие в боях на Резервном, Западном, Сталинградском, Донском, Брянском, Центральном и Белорусском фронтах.
К декабрю 1943 года гвардии старший сержант Алексей Князев командовал отделением пулемётной роты 215-го гвардейского стрелкового полка 77-й гвардейской стрелковой дивизии 61-й армии Белорусского фронта. Отличился во время боёв за освобождение Гомельской области Белорусской ССР. 3 декабря 1943 года во время боя за деревню Великие Автюки Калинковичского района Князев огнём своего пулемёта нанёс противнику большие потери. Когда его пулемёт был уничтожен гусеницами вражеского танка, он продолжал отбиваться гранатами. В том бою он погиб. Похоронен в Великих Автюках.
Указом Президиума Верховного Совета СССР от 3 июня 1944 года за «отвагу и героизм, проявленные при освобождении Белоруссии» гвардии старший сержант Алексей Князев посмертно был удостоен высокого звания Героя Советского Союза. Был награждён также орденом Ленина и медалью «За отвагу».

## Память
В честь Князева названы улицы в Пролетарии и Калинковичах, в Броннице, на доме, где он жил, установлена мемориальная доска и учреждён спортивный приз имени Алексея Арсеньевича Князева.